# رابرت ان. لی
رابرت ان. لی (انگلیسی: Robert N. Lee؛ ۱۲ مهٔ ۱۸۹۰ – ۱۸ سپتامبر ۱۹۶۴) یک فیلم‌نامه‌نویس اهل ایالات متحده آمریکا بود.
وی فیلم‌نامه‌نویس فیلم‌هایی همچون دنیای تبهکاران و سزار کوچک بوده است.

## فیلم‌شناسی
- Cameo Kirby (۱۹۲۳)
- دنیای تبهکاران (۱۹۲۷)
- سزار کوچک (۱۹۳۱)
- The Dragon Murder Case (۱۹۳۴)
- While the Patient Slept (۱۹۳۵)